# 叉唇钗子股
叉唇钗子股（学名：Luisia teres），也叫金釵蘭，为兰科钗子股属下的一种附生蘭。

## 扩展阅读
- 维基共享资源上的相關多媒體資源：叉唇钗子股
- 維基物種上的相關：叉唇钗子股